# 이랜드파크
이랜드파크(영어: Eland Park)는 대한민국의 호텔 및 리조트 기업이다. 자회사로는 애슐리, 자연별곡 등을 운영하는 이랜드이츠가 있다.

## 사업 부문

### 호텔
- 그랜드 켄싱턴: 설악비치
- 켄싱턴호텔: 여의도, 평창, 설악, 사이판
- 켄트호텔 by 켄싱턴
- 남원예촌 by 켄싱턴

### 리조트
- 켄싱턴리조트: 가평, 설악밸리, 설악비치, 충주, 경주, 지리산하동, 지리산남원, 제주중문, 제주한림, 서귀포
- 베어스타운: 포천
- PIC: 사이판
- 코럴 오션 리조트: 사이판

### 콘도
- 글로리콘도: 해운대, 도고

## 같이 보기
- 호텔신라
- 호텔롯데
- 조선호텔앤리조트
- 한화호텔앤드리조트